# پگرینس
پگرینس دهستانی در استان آبیلای اسپانیا است.
در این دهستان ۲۹۹ نفر زندگی می‌کنند. مساحت این دهستان ۸۷٫۲۹ کیلومتر مربع است.